# Південна Луїзіана
30°03′04″ пн. ш. 90°30′00″ зх. д. / 30.051° пн. ш. 90.5° зх. д.

Порт Південна Луїзіана обробляє найбільшу кількість суден у тоннажі всіх портів США.

Порт «Південна Луїзіана» (англ. Port of South Louisiana) — порт на річці Міссісіпі в американському штаті Луїзіана між Новим Орлеаном і Батон-Руж з центральним офісом у Ла-Пласі. Довжина порту становить 54 милі (87 кілометрів).
Цей порт є критично важливим для постачання зерна з Середнього Заходу, обробляючи близько 60 % всього експорту сирого зерна.

## Розташування
Порти Новий Орлеан, Південна Луїзіана і Батон-Руж розташовуються на 172 милях (277 кілометрів) на обох берегах річки Міссісіпі. Канал на виході з річки Міссісіпі (зараз закритий дамбою, яка була побудована через канал в Бау-Ла-Лаутре) простягається на відстані 108 кілометрів від Нового Орлеана до Мексиканської затоки, а канал до річки Міссісіпі з Нового Орлеана до Батон-Руж проходить протягом 48-футової тяги. В цілому, глибина навігації коливається від 12 футів до 48 футів (3,6 — 14,6 метрів) вздовж річки, каналів і бічних каналів. Після урагану «Катріна», Національне управління океанічних і атмосферних досліджень узбережжя використовувало човни з гідролокаторами і сканерами для оцінки підводного пошкодження портів. Адміністрація порту використовувала ці дослідження для прийняття рішень про те, коли відкривати або закривати порти.

## Експорт та імпорт
Порт Південна Луїзіана входить до складу трьох портів, тим самим утворюючи загальну систему і цілий порт, відповідно. Ці три порти є важливими для економіки країни. Порти Південна Луїзіана, Новий Орлеан і Батон-Руж займають третє, четверте і п'ятнадцяте місця відповідно у загальному обсязі торгівлі порту з усіма світовими портами. З точки зору доларової вартості, загальний обсяг торгівлі порту до всіх світових портів, Новий Орлеан, Південна Луїзіана і Батон-Руж, займає 12-е, 16-е і 27-е місця відповідно. Щорічно через порт Нового Орлеану проходить близько 6000 суден.
За даними Північноамериканської асоціації з експорту зерна, станом на серпень 2005 року, ці три порти слугують шлюзом для майже 55-70 % всіх експортованих США кукурудзи, сої та пшениці. Баржі перевозять ці зерна з річки Міссісіпі до портів для зберігання та експорту. Імпорт до цих портів включає сталь, гуму, каву, фрукти та овочі.